# Fleming Island
Fleming Island es un lugar designado por el censo ubicado en el condado de Clay en el estado estadounidense de Florida. En el Censo de 2010 tenía una población de 27.126 habitantes y una densidad poblacional de 452,9 personas por km².

## Geografía
Fleming Island se encuentra ubicado en las coordenadas 30°5′57″N 81°42′45″O / 30.09917, -81.71250. Según la Oficina del Censo de los Estados Unidos, Fleming Island tiene una superficie total de 59.89 km², de la cual 40.99 km² corresponden a tierra firme y (31.56%) 18.9 km² es agua.

## Demografía
Según el censo de 2010, había 27.126 personas residiendo en Fleming Island. La densidad de población era de 452,9 hab./km². De los 27.126 habitantes, Fleming Island estaba compuesto por el 86.22% blancos, el 5.16% eran afroamericanos, el 0.29% eran amerindios, el 4.14% eran asiáticos, el 0.08% eran isleños del Pacífico, el 1.39% eran de otras razas y el 2.71% pertenecían a dos o más razas. Del total de la población el 6.42% eran hispanos o latinos de cualquier raza.